# United Malika
United Malika — большое рефрижераторное судно марокканской судоходной компании «United Reefer Ltd», севшее на мель на мысе Рас-Нуадибу (Кап-Блан) в Мавритании 4 августа 2003 года.

## Характеристики судна
Грузовое судно специальной постройки было изготовлено в 1979 году на судостроительном заводе «Kurushima Hashihama» в Японии. Оборудовано холодильными установками для перевозки скоропортящихся грузов. Длина судна 118 метров.
Судно многопалубное, с небольшой высотой (2,5 м) межпалубных пространств и небольшими по размерам люками для уменьшения потерь холода во время грузовых операций. Грузовое устройство стреловое. Все грузовые помещения имеют теплоизоляцию.
В разное время судно носило названия: «Guadalupe» (до 1979 г.), «Sunreef» (до 1983 г.), «Iglo Express» (до 1984 г.), «United Malika». С 2002 года эксплуатировалось Марокканской судоходной компанией «United Reefer Ltd».

## Кораблекрушение

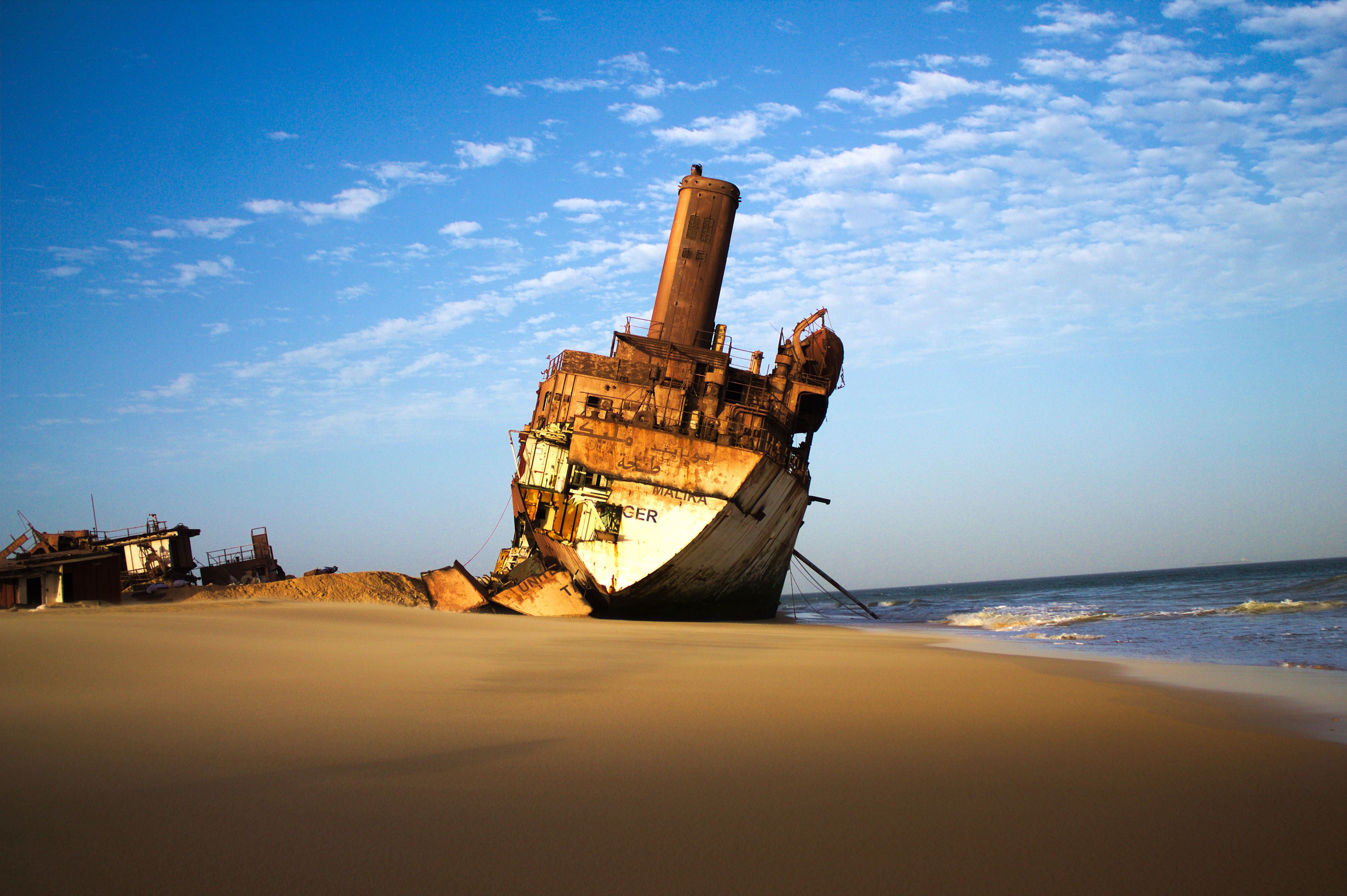
Судно «United Malika» на мели у мыса Рас-Нуадибу (Кап-Блан) в мае 2014 года

Ночью на 4 августа 2003 года судно «United Malika» шло с грузом рыбы по направлению к порту Нуадибу. Внезапно разыгрался шторм. Судно пыталось пройти в бухту близ мыса Рас-Нуадибу (Кап-Блан) и село на мель.
Все 17 моряков судна, составляющих экипаж, были спасены быстро прибывшим по сигналу тревоги катером военно-морских сил Мавритании. Корабль был оставлен на берегу мыса, где (по состоянию на 2014 год) находится до сих пор.
В настоящее время судно лежит на сухом грунте, во время шторма волны достают правого борта корабля.